# Hvidbjerg (Thyholm)
 For alternative betydninger, se Hvidbjerg. (Se også artikler, som begynder med Hvidbjerg)
Hvidbjerg er en stationsby på Thyholm med 1.077 indbyggere  (2024), beliggende i Hvidbjerg Sogn. Byen ligger i Struer Kommune og hører til Region Midtjylland.
I Hvidbjerg findes Hvidbjerg Kirke og Hvidbjerg Station.
Før 2007 var byen den største i Thyholm Kommune og hovedsæde for kommunekontoret.
Hvidbjerg Bank har hovedsæde i byen.

## Historie
Hvidbjerg landsby bestod i 1682 af 13 gårde og 15 huse med jord. Det samlede dyrkede areal udgjorde 428,3 tønder land skyldsat til 63,37 tønder hartkorn. Dyrkningsformen var græsmarksbrug (limfjordssystemet).
I 1875 beskrives byen således: "Hvidbjerg med Kirke og Præstegaard".
I 1882 anlagdes jernbanen fra Struer til Thisted med station i Hvidbjerg, og hurtigt voksede en lille stationsby frem.
Omkring århundredeskiftet blev byen beskrevet således: "Hvidbjærg med Kirke, Præstegd., Skole, Missionshus (opf. 1884), Apotek, Distriktslægebolig, Sparekasse for H.-Lyngs Pastorat (opr. 11/12 1870; 31/3 1898 var Sparernes Tilgodehav. 335,187 Kr., Rentef. 4 pCt., Reservefonden 9638 Kr., Antal af Konti 911), Gæstgiveri, Købmandsforretninger, Bryggeri, Haandværkere, Markedsplads (Marked i Apr. og Okt.), Fællesmejeri, Jærnbane-, Telegraf- og Telefonstation samt Postekspedition".
I 1906 havde Hvidbjerg 472 indbyggere, i 1911 598 og i 1916 659 indbyggere. Hvidbjerg Bank blev etableret i 1912.
Hvidbjerg fortsatte sin udvikling i mellemkrigstiden: indbyggertallet var i 1916 712, i 1921 767, i 1925 757, i 1930 757, i 1935 801 indbyggere og i 1940 785 indbyggere.
Også efter 2. verdenskrig fortsatte Hvidbjerg sin rolige befolkningsudvikling: indbyggeratallet var i 1945 902 indbyggere, i 1950 906, i 1955 917, i 1960 978 indbyggere, i 1965 946 indbyggere.